# حلبون
حلبون (به عربی: حلبون) یک روستا در سوریه است که در استان ریف دمشق واقع شده‌است. حلبون ۶٬۵۲۱ نفر جمعیت دارد.